# Tricia Mangan
Patricia "Tricia" Mangan (* 7. März 1997 in Buffalo, New York) ist eine US-amerikanische Skirennläuferin. Sie ist auf die Speeddisziplinen Abfahrt und Super-G spezialisiert.

## Karriere
Mangan gab ihr internationales Renndebüt am 20. November 2013 bei einem Juniorenrennen in Copper Mountain. Ihr erstes internationales Großereignis bestritt sie zwei Jahre später, bei den Juniorenweltmeisterschaften in Hafjell. Hier schied sie jedoch bei allen Rennen aus. Bis zu diesem Zeitpunkt war Mangan hauptsächlich bei FIS-Rennen sowie im Nor-Am Cup gestartet. Ihren ersten Podestplatz auf kontinentale Ebene erreichte sie am 11. Februar 2016. Etwas mehr als ein dreiviertel Jahr später folgte dann ihr Weltcupdebüt, am 26. November 2016 beim Riesenslalom in Killington, wobei sie jedoch schon im ersten Durchgang ausschied. 
Bei den Juniorenweltmeisterschaften 2018 in Davos verpasste Mangan als Vierte im Super-G nur knapp eine Medaille. Auf die drittplatzierte Stephanie Jenal fehlte ihr eine knappe Zehntelsekunde. Aufgrund dieser Leistung wurde sie für die Olympischen Winterspiele in Pyeongchang nominiert. Dort belegte sie mit der Mannschaft den 9. Platz, im Riesenslalom schied sie im ersten Durchgang aus.
Ihre ersten Weltcuppunkte gewann Mangan am 26. Januar 2018 bei der Alpinen Kombination in Lenzerheide. Ihr bisher bestes Ergebnis war ein 17. Platz in der Abfahrt von St. Moritz am 16. Dezember 2022. Dadurch gelangte sie ins Aufgebot für die Weltmeisterschaften in Courchevel/Méribel, wobei sie hier in der Abfahrt den 23. Rang belegte.
Mangan feierte ihre bisher größten Erfolge im Nor-Am Cup. In der Saison 2019/20 wurde sie jeweils in der Gesamt-, Super-G und Kombinationswertung Zweite. 2022/23 konnte sie sich die Abfahrtswertung sichern. Zudem belegte sie in der Super-G-Wertung Rang zwei, wodurch sie einen Fixstartplatz für die Weltcupsaison 2023/24 erhielt.

## Erfolge

### Olympische Winterspiele
- Pyeongchang 2018: 9. Mannschaft, DNF Riesenslalom
- Peking 2022: 11. Alpine Kombination

### Weltmeisterschaften
- Courchevel/Méribel 2023: 23. Abfahrt, DNF Super-G, DNF Alpine Kombination

### Weltcup
- 2 Platzierungen unter den besten 20

### Weltcupwertungen
| Saison  | Gesamt | Gesamt | Abfahrt | Abfahrt | Super-G | Super-G | Kombination | Kombination |
| Saison  | Platz  | Punkte | Platz   | Punkte  | Platz   | Punkte  | Platz       | Punkte      |
| ------- | ------ | ------ | ------- | ------- | ------- | ------- | ----------- | ----------- |
| 2017/18 | 114.   | 12     | –       | –       | –       | –       | 31.         | 12          |
| 2022/23 | 102.   | 15     | 39.     | 15      | –       | –       | –           | –           |
| 2023/24 | 103.   | 20     | 47.     | 3       | 45.     | 17      | –           | –           |

### Juniorenweltmeisterschaften
- Hafjell 2015: DNF Super-G, DNF Riesenslalom, DNF Slalom, DNF Super Kombination
- Sotschi 2016: 7. Alpine Kombination, 19. Super-G, 33. Abfahrt, DNF Riesenslalom
- Åre 2017: 16. Alpine Kombination, DNF Super-G, DNF Slalom, DSQ Riesenslalom
- Davos 2018: 4. Super-G, DNF Riesenslalom, DNF Slalom, DNF Alpine Kombination

### Nor-Am Cup
- 27 Podestplätze, davon 9 Siege

| Datum             | Ort                | Land   | Disziplin          |
| ----------------- | ------------------ | ------ | ------------------ |
| 9. Februar 2017   | Copper Mountain    | USA    | Super-G            |
| 10. Februar 2017  | Copper Mountain    | USA    | Super-G            |
| 14. Dezember 2018 | Panorama           | Kanada | Riesenslalom       |
| 10. Februar 2020  | Whiteface Mountain | USA    | Alpine Kombination |
| 10. Februar 2020  | Whiteface Mountain | USA    | Super-G            |
| 11. Februar 2020  | Whiteface Mountain | USA    | Super-G            |
| 7. Dezember 2022  | Copper Mountain    | USA    | Abfahrt            |
| 8. Dezember 2022  | Copper Mountain    | USA    | Abfahrt            |
| 8. Januar 2023    | Burke Mountain     | USA    | Super-G            |

### Europacup
- 3 Podestplätze

### South American Cup
- 3 Podestplätze, davon 2 Siege

| Datum             | Ort      | Land  | Disziplin |
| ----------------- | -------- | ----- | --------- |
| 31. August 2022   | La Parva | Chile | Super-G   |
| 1. September 2022 | La Parva | Chile | Super-G   |

### Weitere Erfolge
- 8 Siege bei FIS-Rennen
- US-amerikanische Meisterin im Super-G 2023
- US-amerikanische Vizemeisterin im Riesenslalom 2023